# Erysimum strictisiliquum
Erysimum strictisiliquum är en korsblommig växtart som beskrevs av Nikolaj Adolfovitj Busj. Erysimum strictisiliquum ingår i släktet kårlar, och familjen korsblommiga växter. Inga underarter finns listade i Catalogue of Life.